# الدرعية إي بريكس
سباق الدرعية إي بريكس هو سباق بطولة فورمولا إي الكهربائية ذات المقعد الواحد والتي تقام في الدرعية السعودية، تم تنظيمها للمرة الأولى كجزء من موسم 2018-19 وكان أول سباق للفورمولا إي يقام في الشرق الأوسط. 

## التاريخ
كجزء من الخطة طويلة المدى للمملكة العربية السعودية لعقد الأحداث الرياضية الدولية، عقدت الهيئة العامة للرياضة بالاشتراك مع اتحاد السيارات العربية السعودية اتفاقية مدتها عشر سنوات لعقد سباقات فورمولا إي بريكس في المملكة العربية السعودية. 

## الحلبة

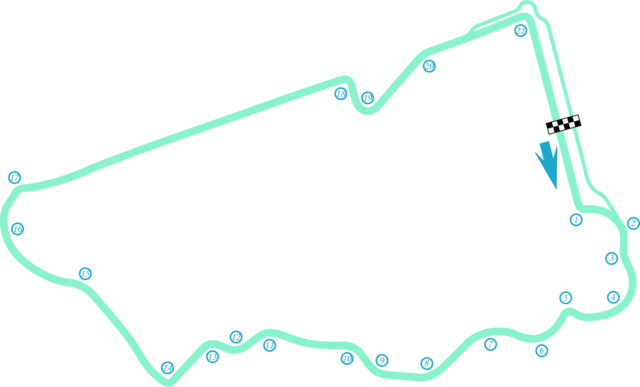
التصميم الأصلي لحلبة شارع الرياض والتي استخدمت فيها نفس خطي البداية والنهاية (2018-2019)

يقام السباق في حلبة شارع الرياض في الدرعية وهي مدينة في المملكة العربية السعودية تقع على المشارف الشمالية الغربية للعاصمة الرياض، طول المسار 2.495 كم (1.550 ميل) ويضم 21 دورة. تم استخدام هذا التكوين لإصداري 2018 و 2019 من إي بريكس، مع إجراء تعديلات طفيفة على إصدار 2021.
أقيم سباق الدرعية إي بريكس 2021 تحت الأضواء الليلية لأول مرة في تاريخ سباقات الفورمولا إي، حيث جُهِّزت حلبة الدرعية بتقنية (LED).

## النتائج
| النسخة | النسخة   | المسار           | الفائز                 | الثاني          | الثالث                 | أول المنطلقين          | أسرع لفة               | مصدر   |
| ------ | -------- | ---------------- | ---------------------- | --------------- | ---------------------- | ---------------------- | ---------------------- | ------ |
| 2018   | 2018     | حلبة شارع الرياض | أنطونيو فيلكس دا كوستا | جان إيريك فيرن  | Jérôme d'Ambrosio      | أنطونيو فيلكس دا كوستا | أندريه لوتيرير         | [ 4 ]  |
| 2019   | السباق 1 | حلبة شارع الرياض | سام بيرد               | ستوفيل فاندورن  | أندريه لوتيرير         | الكسندر سيمز           | دانيhل أبت             | [ 5 ]  |
| 2019   | السباق 2 | حلبة شارع الرياض | الكسندر سيمز           | لوكاس دي غراسي  | ستوفيل فاندورن         | الكسندر سيمز           | أنطونيو فيلكس دا كوستا | [ 6 ]  |
| 2021   | السباق 1 |                  | نيك دي فريس            | إدواردو مورتارا | ميتش إيفانز            | نيك دي فريس            | ستوفيل فاندورن         | [ 7 ]  |
| 2021   | السباق 2 |                  | سام بيرد               | روبن فراينز     | أنطونيو فيلكس دا كوستا | روبن فراينز            | نيك دي فريس            | [ 8 ]  |
| 2022   | السباق 1 |                  | نيك دي فريس            | ستوفيل فاندورن  | جيك دنيس               | ستوفيل فاندورن         | نيك كاسيدي             | [ 9 ]  |
| 2022   | السباق 2 |                  | إدواردو مورتارا        | روبن فراينز     | لوكاس دي غراسي         | نيك دي فريس            | سام بيرد               | [ 10 ] |
| 2023   | السباق 1 |                  | باسكال فيرلاين         | ستوفيل فاندورن  | جيك دنيس               | ستوفيل فاندورن         | نيك كاسيدي             | [ 11 ] |
| 2023   | السباق 2 |                  | باسكال فيرلاين         | روبن فراينز     | لوكاس دي غراسي         | نيك دي فريس            | سام بيرد               | [ 12 ] |